# Аэта

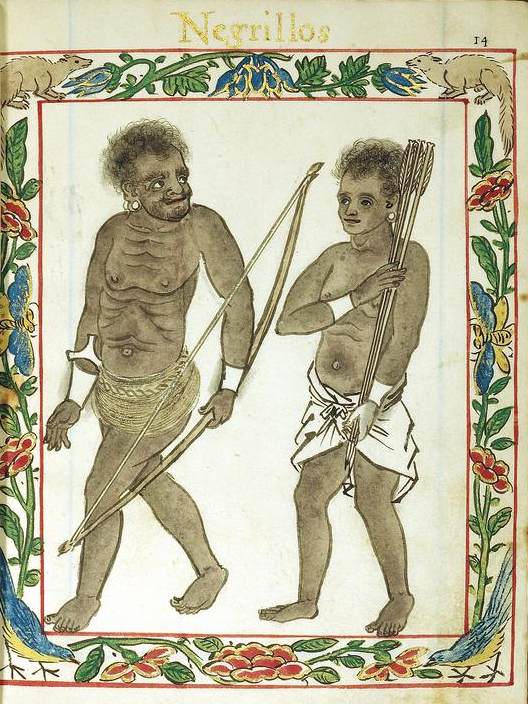
Воины-охотники аэта. Миниатюра «Кодекса [Чарльза] Боксера» (1590)

Аэ́та (капам. áitâ, таг. Mga Aeta, жарг. negritos), общего самоназвания не имеют — группа малорослых австралоидных племён, коренное население Филиппинских островов, потомки древнейшего пласта автохтонного населения.
Живут в горных районах и на востоке острова Лусон (племена эта, атта, агта, балуга, дугамат). Небольшие группы аэта живут также во внутренних районах островов Негрос, Панай, племя ати, на северо-востоке острова Минданао, мамануа и тасадай-манубе. Иногда к аэта относят также некоторые другие австралоидные группы островов Миндоро и Палаван, батаки. Численность около 50 тыс. человек (1967, оценка), из них на острове Лусон более 30 тыс. человек. Говорят на многочисленных диалектах индонезийской группы малайско-полинезийской семьи языков, под общим названием аэта (агта). В последнее время почти полностью перешли на языки соседних филиппинских народов.

## Происхождение

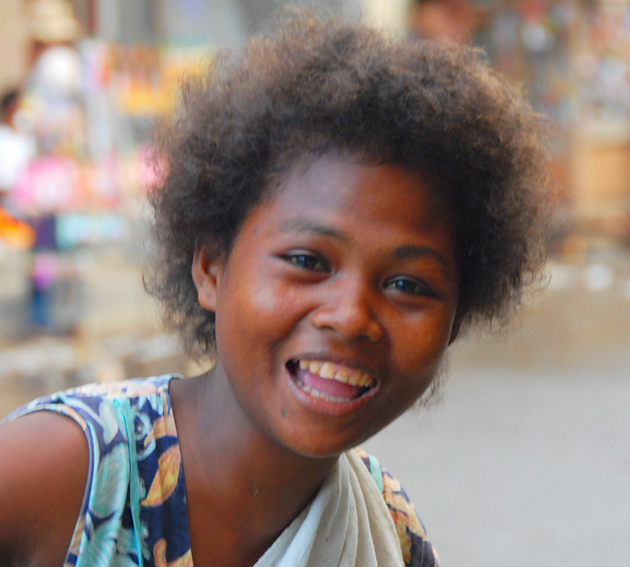
Женщина народа аэта. Совр. фото

Антропологически аэта — негритосы. Как и андаманцы и семанги, они низкорослы, чем схожи с африканскими пигмеями. Согласно общепринятой теории, Южная и Юго-Восточная Азия в древности была населена австралоидами, которых постепенно вытеснили монголоидные и прочие народы. Потомки их живут также в Индии и Индокитае (ведды, панья, семанги и др.). В основном они малочисленны, и ареалы их расселения окружены ареалами других народов.
Аэта (эта) — тагальский термин, ибанаги называют их атта, илоканцы — ита, или пугут. Сами себя они называют атта или пугут, в зависимости от того, на каком языке говорят. Аэта неоднородны антропологически. Замечено, что внешне одни группы напоминают папуасов, другие смешаны с соседними народами.
У представителей племени аэта Магбукон (Magbukon) доля денисовской примеси в геноме достигает 4,47 %.

## Традиционное хозяйство
Основные занятия — охота на диких свиней, оленей, птиц, собирательство мёда диких пчёл, продуктов леса, рыболовство. Из орудий используют лук и отравленные стрелы, ловушки, силки. На острове Палаван известен сумпитан (духовое ружьё из бамбука с отравленными стрелами). Рыбу бьют стрелами. На диких свиней устраивали копьевидные западни. Была известна загонная охота с помощью «дыма и огня». Мёд служит предметом обмена с соседями.
Ремёсла — плетение из бамбука, ротанга (пальма-лиана), изготовление одежды из луба, украшений из природных материалов. Традиционная одежда — узкая набедренная повязка у мужчин, и несшитая юбка у женщин. Украшения — ручные и ножные браслеты из ротанга, кабаньих клыков, гребни из бамбука, серьги. Волосы стригут, иногда бреют, зубы чернят и подпиливают, кожу намазывают жиром и золой, татуировку не употребляют.
Гончарного дела не знают. Керамику покупают, своя посуда — из полых стволов бамбука.
Традиционное жилище — двускатный шалаш с каркасом из бамбуковых жердей, крытый листьями.
Традиционная пища — растительная, мясо и рыба. В последнее время под влиянием соседних народов в жизни аэта произошли некоторые изменения. Развивается подсечно-огневое земледелие, торговля продуктами природы и сувенирами, наёмный труд.
Сигары и бетель заимствовали у соседних народов.

## Социальная организация
Основная социальная единица — локальная группа, владеющая промысловой территорией, состоящая из нескольких родственных семей. Брак неолокальный или билокальный. Семья — моногамная. Классовая дифференциация отсутствует. Мужчины и женщины равноправны.

## Духовная культура
Традиционные верования аэта включают анимизм, магию, элементы политеистического пантеона, культ сил природы, толкование снов. Сохраняется музыкальный и танцевальный фольклор. Сейчас народная культура находится на грани исчезновения.